# Koilenoma
Koilenoma is een geslacht van rechtvleugeligen uit de familie krekels (Gryllidae). De wetenschappelijke naam van dit geslacht is voor het eerst geldig gepubliceerd in 1993 door Desutter-Grandcolas.

## Soorten
Het geslacht Koilenoma  is monotypisch en omvat slechts de volgende soort:
- Koilenoma upsilensis (Desutter-Grandcolas, 1993)